# 二硅化钙
二硅化钙（CaSi2）是一种无机化合物，它是一种熔点1033°C的白色或暗灰色至黑色固体物质。它不溶于水，但遇到水时可能分解产生氢气和生成氢氧化钙。在热水中会分解。易燃，可在空气中自燃。工业硅化钙主要含有的杂质通常为铁和铝以及少量的碳和硫。

## 使用
硅化钙用于制造特殊的金属合金，例如除磷或者作为脱氧剂。在烟花制作方面，它被作为燃料加入特殊混合物。硅化钙可以用于生产香烟，加入闪光混合物和冲击帽中。烟火硅化钙规格为mil-c-324c。在一些混合物中可以取代硅铁。硅基燃料用于一些延时的混合物，控制爆炸螺栓，手榴弹，和红外诱饵。烟气成分往往含有六氯乙烷，在燃烧过程中它们产生四氯化硅，其中四氯化钛用于烟幕，与空气中的水分反应并产生密集的白色雾气。阿拉伯胶用在一些混合物来抑制硅化钙分解。
二战期间研制的军用食品自加热罐头使用将四氧化三铁和硅化钙按1:1混合的铝热剂状混合物，这种混合物点燃会产生适量的热量并且没有气体产品。